# 徐伊安
徐伊安（韓語：서이안，1991年1月12日—），韓國女演員。

## 演出作品

### 電視劇
- 2012年：MBC《媽媽是什麼》飾 朴智慧
- 2012年：KBS《Drama Special－玻璃監獄》
- 2013年：MBC《龜巖許浚》飾 仁穆王后
- 2014年：KBS《鄭道傳》飾 謹妃李氏
- 2014年：MBC《Hotel King》飾 李多裴
- 2014年：MBC《Drama Festival－怨女日記》飾 春香
- 2015年：MBC《心情好又暖》飾 穆智媛
- 2015年：OCN《看到鬼的刑警處容2》飾 尹世雅
- 2015年：KBS《我們家蜜罈子》飾 崔雅蘭
- 2017年：tvN《卞赫的愛情》飾演 洪彩莉
- 2019年: KBS 99億的女人 飾 雷文手下

### 電影
- 2012年：《胡狼來了》飾 劉巡警
- 2017年: 《被操縱的都市》飾 蘇賢靜

### MV
- 2015年：CNBLUE《Cinderella》

### 廣告
- 2014年 天緣化妝品 - 皇后蓮
- 2015年 Dunkin' Donuts、Paris Baguette、Baskin Robbins31合作的Disney系列杯

## 外部連結
- Daum （页面存档备份，存于）
- 徐伊安的Instagram帳戶